# 大沽口战役

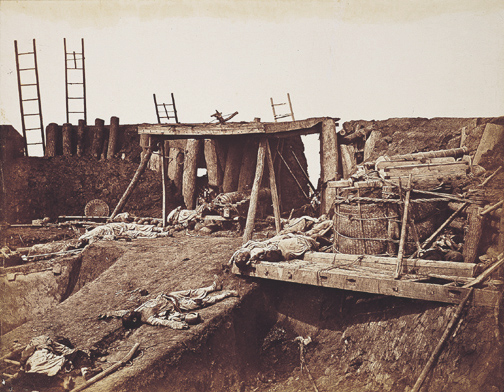
战后的大沽口炮台

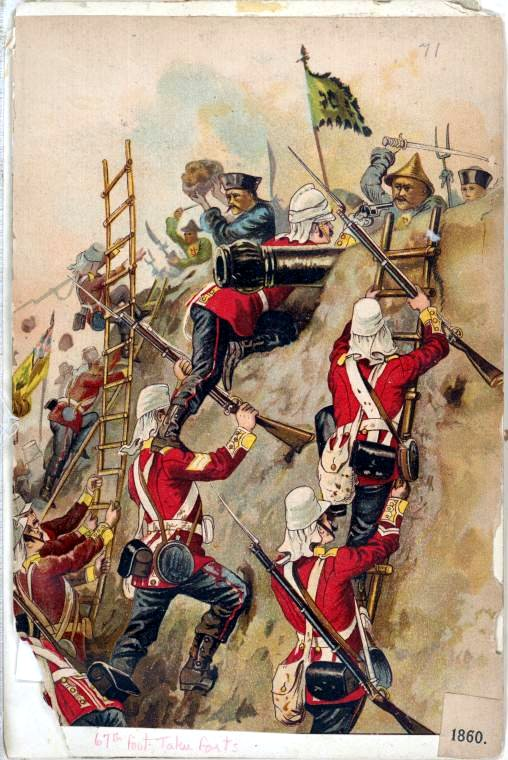
英军攻占大沽口炮台

大沽口战役为清军和英法联军在大沽口附近发生的战役。前后共发生三次战斗，最终以大沽炮台被攻陷，清军失败而终结。

## 战役经过
1858年5月20日，英法联军以6艘炮艇掩护陆战队近千人向炮台侧面登陆，清军发炮反击，杀伤近百位联军士兵。直隶总督谭廷襄却弃守逃亡，炮台守军孤立无援，清军大约300多人战死，南北炮台陆续被英法联军攻占。1858年5月26日，英法联军沿河到达天津城。1858年6月13日，大学士桂良及吏部尚书花沙纳与俄国特命全权大臣普提雅廷首先签订《中俄天津条约》。1858年6月23日，桂良和花沙纳在天津海光寺与英、法、美三国代表分别签订《天津条约》。
1859年6月20日，英、法、美三国公使到达大沽口外，清政府要求公使往北方北塘登陆并由清军保护到北京换约，但遭到拒绝。1859年6月25日，英法联军发兵进攻大沽口展开第二次大沽口之战，英海军司令贺布亲带领12艘军舰于下午3时攻击大沽口炮台，清政府守军发炮反击使英法军舰遭受损伤，有4艘联军军舰被击沉。此后，英法联军屡屡遭受重创于当日夜间撤退。
1860年8月1日，英法联军出动军舰30多艘和陆战队5000人在北塘附近顺利登陆展开第三次大沽口之战。之后英法联军从陆续攻下新河、塘沽，接着从大沽炮台北侧进攻，清军在奋战后溃败，北炮台被联军攻下。之后僧格林沁以咸丰帝命令放弃南炮台，剩余清军撤退到天津。自此大沽口完全落入联军控制。